# Eumerus latipes
Eumerus latipes är en tvåvingeart som beskrevs av Macquart 1846. Eumerus latipes ingår i släktet månblomflugor, och familjen blomflugor. Inga underarter finns listade i Catalogue of Life.